# Justo a tiempo (programa infantil de televisión)
Justo a tiempo (Justin Time) es un programa infantil de televisión canadiense que se estrenó el 23 de septiembre de 2011. La tercera temporada se lanzó en Netflix el 20 de junio de 2016, y la serie llegó al último episodio el 25 de noviembre de 2016. Fue producido por Guru Studio.
En Latinoamérica, la serie se estrenó el 19 de marzo de 2012 y las primeras dos temporadas se estrenaron en Discovery Kids.

## Personajes
Tiene tres personajes principales:
- Justo: Es un niño repleto de energía que adora emprender aventuras imaginarias a través del tiempo. Cauchín y Olivia son sus amigos.
- Olivia: Es la amiga imaginaria de Justo, que aparece en cada época donde él viaja. Gracias a la astucia y a los abundantes conocimientos de Olivia, Justo y Cauchín logran resolver sus desafíos con éxito. Puede cambiar su ropa y su peinado dependiendo del lugar y la época en la que se encuentre.
- Cauchín : Un gracioso trozo de plastilina que se une a Justo en las aventuras. Además, es un extraordinario y fiel compañero que ve la vida desde una perspectiva infantil.

## Episodios

### Primera temporada
- La máscara perdida/El gran libro de mascotas
- El Regalo del abuelo/¡Espera Pingüinito!
- Los vikingos/Las gallinas de Olivia
- Los buenos modales/La fiesta vaquera
- El Capitán Barba Roja/El deseo del Sultán
- La gran carrera/El zoológico
- La sorpresa secreta/Un gran error grandísimo
- Las albóndigas de Marcello/¿Dónde está el oasis?
- Misión Submarina/La Gran Muralla
- La carrera de caballos/Las olas de Wiki Wiki
- El tren de Justo/El gran círculo de piedra
- Justo el Caballero Valiente/La gatita de Cleopatra
- ¡Despegue!/¡A Volar!

### Segunda temporada
- La Torre de Justo/El jardín de Olivia
- El Sombrero Perdido/Trabajo en equipo
- Los títeres/La lana dorada
- Qué rica sopa/Demasiados pastelitos
- Juego de Dinosaurios/El Atajo del Noroeste
- Los Buscadores de Oro/El Baile del León
- El Equipo de Carreras/Vamos a Compartir
- La Casa del Árbol/Quiero ser Bombero
- Viaje a Liverpool/Intercambia Conmigo
- Olé Olé/Olivia la Pastora
- Aventura Helada/Los Tulipanes de Mamá
- La Princesa Fifi/El Viaje de los Viajeros
- Rescate en la Jungla/Las Estrellas del Circo

## Películas
- Justin Time Returns GO! (2021)
- Justin Time Returns GO! Another! (2024)

## Doblaje

### Títulos internacionales
- Inglés: Justin Time
- Francés: Justin Rêve
- Español: Justo a Tiempo
- Portugués brasileño: Hora do Justin
- Portugués europeo: Justin, o Aventureiro
- Polaco: Podróże Justina
- Alemán: Der phantastische Paul
- Italiano: Giust'in tempo
- Turco: Justin'in maceralari
- Grega: Ταξιδεύοντας με τον Τζάστιν

## Tiempo Rede
Justo a Tiempo aires a las 4:00 p. m. ET/PT tiempo en 22 de abril de 2012 en Sprout's The Let's Go Show bloque en los Estados Unidos.